# Олтень (Алба)
Олтень, Олтені (рум. Olteni) — село у повіті Алба в Румунії. Входить до складу комуни Римец.
Село розташоване на відстані 291 км на північний захід від Бухареста, 29 км на північ від Алба-Юлії, 48 км на південь від Клуж-Напоки.

## Населення
За даними перепису населення 2002 року у селі проживали 26 осіб, усі — румуни. Усі жителі села рідною мовою назвали румунську.